# Nina Abreu
Nina Abreu (Abaetetuba, 1935 - Abaetetuba, ?), também conhecida como Tia Nina, foi uma artesã paraense, conhecida pela produção de brinquedo de Miriti, também conhecido como brinquedo do Círio de Belém. Foi homenageada pelo IPHAN durante o lançamento do livro "Miriti: mãos que tecem sonhos".

## Biografia
Nascida em 11 de setembro de 1935, no município de Abaetetuba, recebeu o nome de Nina Mary Abreu da Silva, e tinha 9 irmãos e irmãs. Por insistência de sua mãe (já que seu pai não queria que as filhas estudassem), Nina estudou até a 5ª série (o máximo que era oferecido em sua cidade). Ela continuou residindo em sua cidade natal até seu falecimento.

### Brinquedos de miriti
Nina foi uma importante artesã, criadora de brinquedos de Miriti, produzidos no município de Abaetetuba, interior do Pará, e vendidos durante o Círio de Nazaré, na capital Belém. São feitos de bucha natural da árvore do Buriti, cortada com facas bem afiadas. Ela é admirada pelos moradores do município de Abaetetuba e pelos outros artesãos. É reconhecida e respeitada em nível municipal e estadual como mestra popular da arte de fazer brinquedos de miriti, há mais de meio século.
A conexão de Nina com a criação dos brinquedos estava em sua infância. Aos 12 anos, ela criava personagens do cotidiano e do folclore amazônico para si mesma, porque sua família não tinha dinheiro para comprar brinquedos para ela. A arte ela aprendeu em casa e não na escola.
Dentre as criações de Dona Nina estão os casais de noivos, a dança da garrafa, o pato do círio, um peru com penas de miriti adicionadas individualmente, o pinduca, um porta caneta em formato de abelha, e o ribeirinho.

### Banhos de cheiro
Nina Abreu também era conhecida em Abaetetuba pelo “banho de cheiro da Tia Nina Abreu” preparado com cuidado todos os anos desde 1960, e oferecido a quem quiser se banhar e receber bênçãos. A prática tradicional na cidade é realizada como parte das festividades em devoção a São João, no dia 24 de junho, e, por isso, é chamado de modo geral de "banho de cheiro de São João".
Na infância, Nina ajudava sua mãe comprando as ervas para o banho de cheiro e, assim, aprendeu a fazê-lo. Nina usava trinta ervas: oito aromática, cinco místicas e 17 aromáticas e místicas. Ela parou de ofereceu os banhos enquanto esteve casada. Mas, quando se divorciou, fez promesa para São João de voltar a oferecê-los se ele a ajudasse a criar seus filhos com dignidade. O que ela fez pelo restante de sua vida.

### Ativismo cultural
Desde a infância participava e ajudava a organizar festas, despachos, cordões de pássaro, e grupos folclóricos. Ela também promovia pássaros (desde os 15 anos, quando sua mãe parou de organizá-los) e bois juninos nos anos de 1940 e 1950, contribuindo para manter essas tradições vivas. Recebeu o título de “rainha do folclore” em sua cidade, justamente por sua atuação em prol da valorização da arte e cultura locais. Foi sócia-fundadora da “Associação dos Artesãos de Brinquedos e Artesanatos de Miriti de Abaetetuba” (ASAMAB), além disso, no final da década de 1980, criou o Centro Cultural e Artesanal de Abaetetuba e o clube do Pedrinho.

## Vida pessoal
Nina Abreu foi casada e teve três filhos biológicos (dois trabalhavam com ela) e cinco filhos adotivos. Divorciou-se e criou os filhos sozinha.

## Reconhecimentos
- 2011 - participou do documentário "Miriti-Miri", de Andrei Miralha,[15][16]
- 2017 - foi homenageada pelo IPHAN durante o lançamento do livro "Miriti: mãos que tecem sonhos",[2][4]
- 2021 - passou pela Câmara Municipal de Abaetetuba projeto de Lei com seu nome, que visava conceder incentivos fiscais para projetos culturais no município,[17]
- Ester Sá criou uma peça infantil em sua homenagem, intitulada "Nina Brincadeira de Menina.”[5][18][19][20]